# Успение Богородично (Витачища)
Вижте пояснителната страница за други значения на Успение Богородично.
„Успение Богородично“ (на гръцки: Κοίμηση της Θεοτόκου) е възрожденска православна църква в село Витачища (Кринида), Гърция, част от Зъхненската и Неврокопска епархия.
Църквата е построена в ΧΙΧ век. В архитектурно отношение представлява трикорабна базилика. В църквата работи дебърският майстор Стойче Станков.